# Neocalyptis fortis
Neocalyptis fortis es una especie de polilla del género Neocalyptis, categorizada en la tribu Archipini, de la subfamilia Tortricinae.

## Distribución
Se distribuye por Vietnam.

## Taxonomía
Fue descrita por Razowski en 2009 y publicada en (Neocalyptis), SHILAP Revta. Lepid. 37: 48.